# Fuentelisendo
Fuentelisendo es un municipio de España, en la provincia de Burgos, comunidad autónoma de Castilla y León, situado en la inmediación del páramo de Corcos, en la comarca vitivinícola de la Ribera del Duero. Pertenece al partido judicial de Aranda de Duero y a la mancomunidad de la Ribera del Duero - Comarca de Roa. Tiene un área de 7,16 km² con una población de 102 habitantes (INE 2014) y una densidad de 14,39 hab/km². En lo que se refiere a la economía, está basada en la agricultura de secano y la vitivinicultura.

## Topónimo

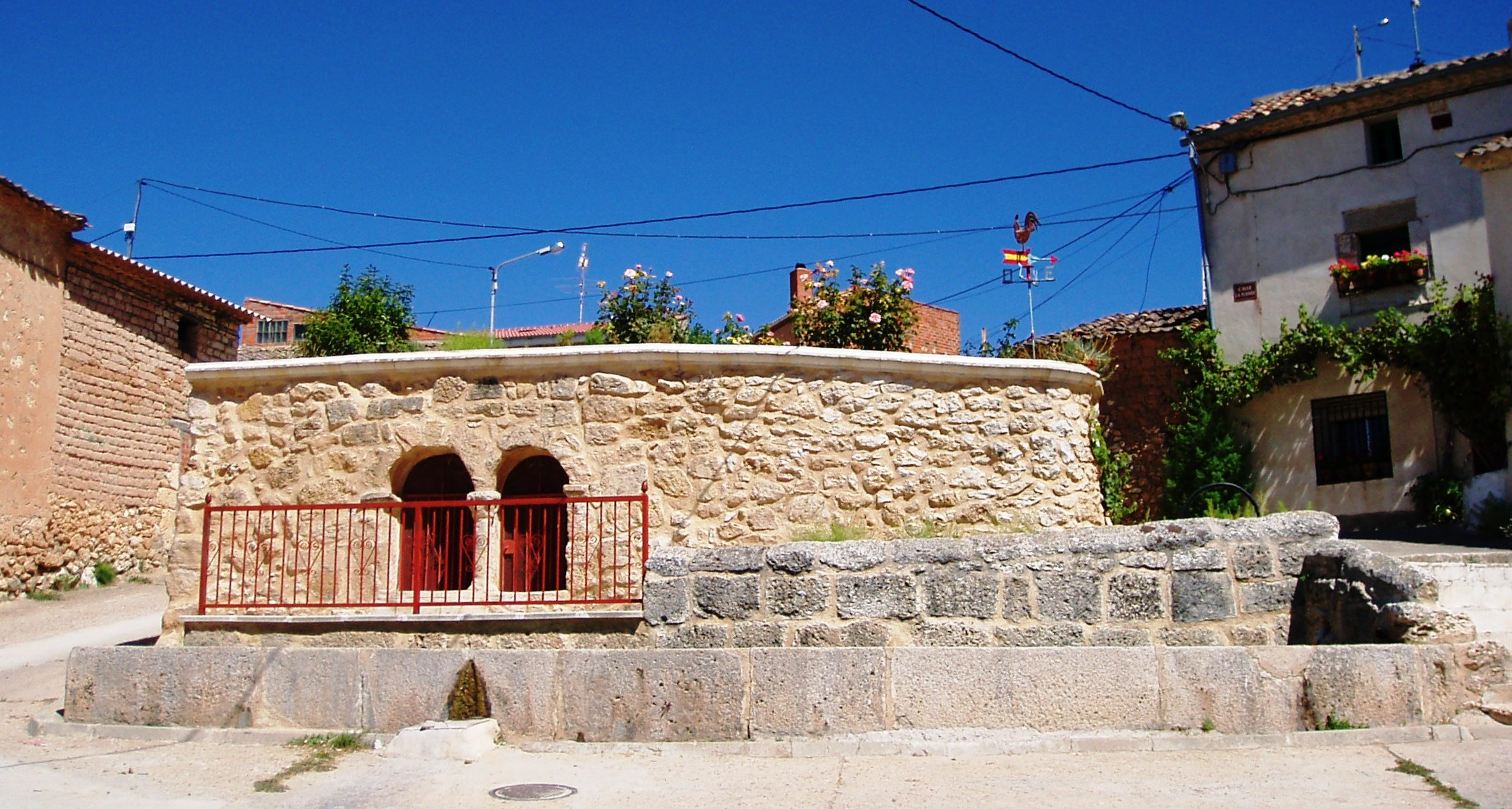
La fuente a la que alude su nombre y, debajo, y el pilón.

Paseando por las calles de este pueblo ribereño encontraremos la fuente, con dos arcos de piedra de medio punto y apariencia románica, que dio nombre y blasón a este bonito municipio.
El nombre de Fuentelisendo proviene de su antigua denominación Fuente Lisendro, que deriva etimológicamente de Font Alesandro. Aunque en 1857 dejó de llamarse Fuentelicendro para pasar a denominarse Fuentelisendo, actualmente todavía nos podemos encontrar que también se refieren a él con el nombre de «Fuentelisendro» en enciclopedias, estaciones de autobuses y organismos públicos.
Como curiosidad toponímica Fuentelisendo es uno de los municipios españoles con nombres más largos de una sola palabra (13 letras).

## Geografía
Integrado en la comarca de Ribera del Duero, se sitúa a 94 kilómetros de la capital provincial. El término municipal está atravesado por la carretera N-122, entre los pK 288 y 289. El relieve del municipio es predominantemente llano, con algunas elevaciones aisladas, además del páramo de Corcos al sur. La altitud oscila entre los 943 metros al sureste, en el páramo de Corcos, y los 800 metros a orillas de un arroyo al noroeste. El pueblo se alza a 850 metros sobre el nivel del mar. 
| Noroeste: Haza (exclave) | Norte: Fuentecén    | Noreste: Fuentecén                  |
| Oeste: Valdezate         |                     | Este: Fuentecén                     |
| Suroeste: Valdezate      | Sur: Haza (exclave) | Sureste: Fuentecén y Haza (exclave) |

## Administración y política

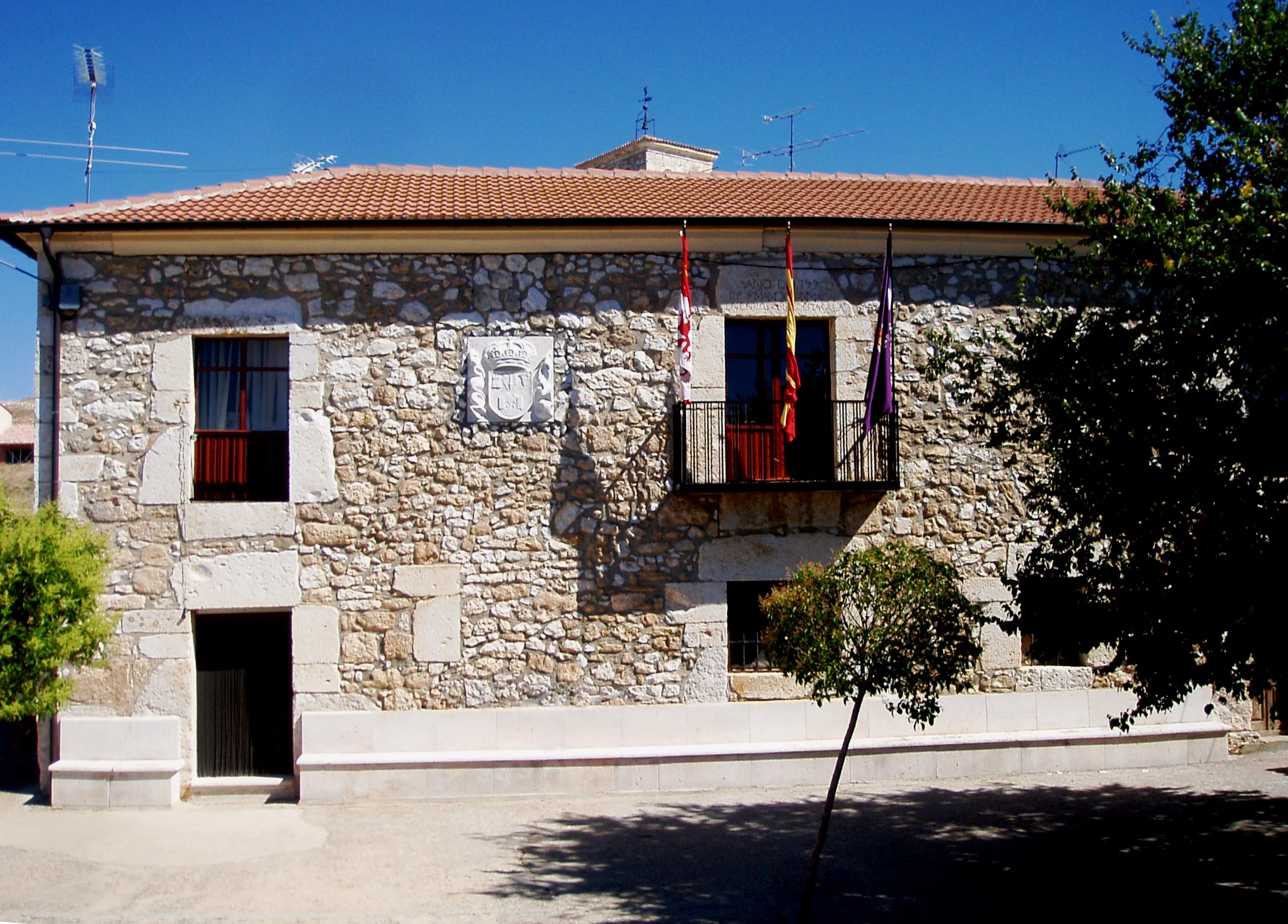
Ayuntamiento de Fuentelisendo. Detalle de la fachada principal (escudo de armas y balcón).

### Ayuntamiento
El ayuntamiento se remonta al siglo XVI. Si bien, sobre el balcón principal de la casa consistorial reza grabada en piedra la siguiente inscripción: «Año de 1799 reinando su mag. don Carlos IIII se hizo esta casa».
En sus tiempos la planta de arriba fue escuela de niños, alcaldía, secretaría y cámara agraria. La planta de abajo fue escuela de niñas, cárcel y carnicería matadero. Hoy en día su función es de ayuntamiento, secretaría y salón de actos en la planta alta, mientras que en la planta baja se ubican un centro de la tercera edad y un pequeño almacén.

### Corporación municipal
Como resultado de las elecciones municipales de 2023, en las que los candidatos más votados fueron los de la lista de España Vaciada-Partido Castellano-Tierra Comunera (EV-PCAS-TC), la corporación municipal quedó formada por:
- Alcalde: Álvaro Domingo Lázaro.
- Concejales: Eduardo Guijarro Madrigal, José María Martín Domingo, Laura Domingo Lázaro y José Manuel Pérez Domingo.

### Elecciones municipales
El número de concejales a elegir puede variar en cada convocatoria electoral en función del número de habitantes censados, según dicta la Ley Orgánica del Régimen Electoral General. En los municipios españoles este rango se ha establecido en tres concejales cuando haya menos de 100 habitantes y cinco concejales cuando haya entre 101 y 250 habitantes. A continuación se muestran los resultados de Fuentelisendo desde 1979.
| Año  | Población | Candidaturas                                                   | Votos | Concejales | Alcalde                            |
| ---- | --------- | -------------------------------------------------------------- | ----- | ---------- | ---------------------------------- |
|      |           |                                                                |       |            |                                    |
| 1979 | 224       | Unión de Centro Democrático (UCD)                              | 67    | 5          | Alejandro Domingo Sanz (UCD)       |
|      |           |                                                                |       |            |                                    |
| 1983 | 173       | Partido Socialista Obrero Español (PSOE)                       | 88    | 4          | Alejandro Domingo Sanz (PSOE)      |
| 1983 | 173       | Alianza Popular-Partido Demócrata Popular-Unión Liberal        | 29    | 1          | Alejandro Domingo Sanz (PSOE)      |
|      |           |                                                                |       |            |                                    |
| 1987 | 164       | Partido Socialista Obrero Español (PSOE)                       | 51    | 5          | Alejandro Domingo Sanz (PSOE)      |
|      |           |                                                                |       |            |                                    |
| 1991 | 160       | Partido Popular (PP)                                           | 69    | 5          | Luis Llorente Domingo (PP)         |
| 1991 | 160       | Partido Socialista Obrero Español (PSOE)                       | 21    | 0          | Luis Llorente Domingo (PP)         |
|      |           |                                                                |       |            |                                    |
| 1995 | 136       | Partido Popular (PP)                                           | 73    | 5          | Luis Llorente Domingo (PP)         |
|      |           |                                                                |       |            |                                    |
| 1999 | 115       | Partido Popular (PP)                                           | 56    | 5          | Jesús Madrigal Sanz (PP)           |
|      |           |                                                                |       |            |                                    |
| 2003 | 118       | Partido Popular (PP)                                           | 60    | 5          | Jesús Madrigal Sanz (PP)           |
|      |           |                                                                |       |            |                                    |
| 2007 | 106       | Partido Popular (PP)                                           | 45    | 5          | Jesús Madrigal Sanz (PP)           |
|      |           |                                                                |       |            |                                    |
| 2011 | 101       | Partido Popular (PP)                                           | 50    | 5          | Jesús Madrigal Sanz (PP)           |
| 2011 | 101       | Partido Socialista Obrero Español (PSOE)                       | 7     | 0          | Jesús Madrigal Sanz (PP)           |
|      |           |                                                                |       |            |                                    |
| 2015 | 102       | Partido Popular (PP)                                           | 57    | 5          | Jesús Madrigal Sanz (PP)           |
|      |           |                                                                |       |            |                                    |
| 2019 | 83        | Partido Popular (PP)                                           | 46    | 3          | Álvaro Domingo Lázaro (PP)         |
| 2019 | 83        | Partido Socialista Obrero Español (PSOE)                       | 7     | 0          | Álvaro Domingo Lázaro (PP)         |
|      |           |                                                                |       |            |                                    |
| 2023 | 115       | España Vaciada-Partido Castellano-Tierra Comunera (EV-PCAS-TC) | 50    | 5          | Álvaro Domingo Lázaro (EV-PCAS-TC) |
| 2023 | 115       | Vox                                                            | 27    | 0          | Álvaro Domingo Lázaro (EV-PCAS-TC) |
| 2023 | 115       | Partido Popular (PP)                                           | 9     | 0          | Álvaro Domingo Lázaro (EV-PCAS-TC) |

## Demografía
Fuentelisendo cuenta con una población de 101 habitantes (INE 2024).
| Gráfica de evolución demográfica de Fuentelisendo entre 1842 y 2021 |
| |
| Población de derecho según los censos de población del INE. Población de hecho según los censos de población del INE.En este censo se denominaba Fuentelicendro: 1842. |

## Historia

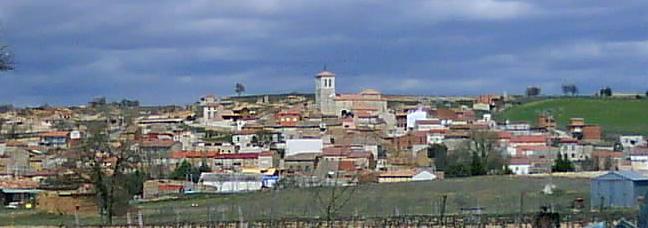
Vista panorámica de Fuentelisendo.

La historia de Fuentelisendo está ligada a la de la comunidad de villa y tierra de Aza (Haza).
En un estudio de 1995, el arqueólogo Ángel L. Palomino situó los yacimientos prehistóricos más antiguos dentro de la Edad del Bronce, pudiendo estar comprendidos entre los años 3500 y 7000 a. C.
Con el salto del Duero efectuado en el año 912 d. C. por el conde de Castilla Gonzalo Férnandez comenzó la historia de la Comunidad de Aza, alrededor de la cual se unieron unos veinte núcleos de población formando esta vieja institución medieval. Seguidamente se dieron disputas familiares entre los Avellaneda y los condes de Miranda, que provocaron problemas comunitarios entre los alfoces y sus señores, contemplando finalmente algunos de sus espacios más salientes y comunes de estos pueblos, reflejados en Hoyales, por su fortaleza, y en Fuentelisendo, dada la característica de haber sido pueblos eximidos varios siglos antes que los demás, sin dejar de ser comunitarios aun siendo señoríos territoriales y judiciales independientes.
El conde Gonzalo Férnandez pudo trasladar y reunir inicialmente en Haza de 20 a 30 vasallos, con sus respectivas familias, confiando a todos la buena marcha de la repoblación y ocupación.

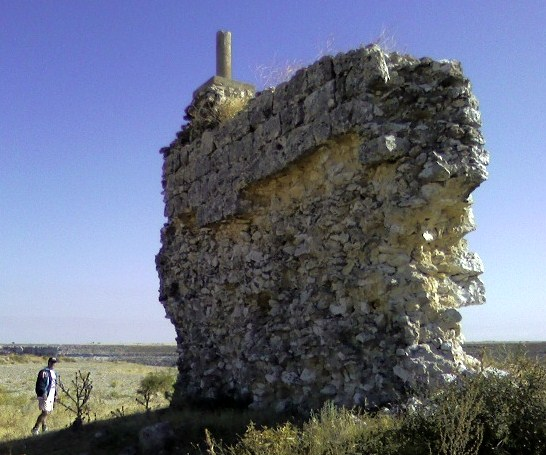
Los únicos vestigios que se conservan del pueblo de Corcos son estas ruinas de su torre.

Así, finalizado el siglo XII y al amparo de su fortaleza, Haza tenía en su jurisdicción 19 núcleos de población o alfoces, representados en un solo concejo, entre los que se encontraban Fuentelisendo y Corcos. Corcos, situado en el páramo que lleva su nombre, conserva aún parte de la torre de su iglesia. Se despobló a finales del siglo XVII y se adscribió a Fuentelisendo a donde se llevaron su sonora campana y su pila bautismal.
Don Pedro García de Haza, mayordomo del rey Alfonso VIII, en 1158 era tenente, señor de la Comunidad de Haza. Dejó en herencia Fonte Alesando (Fuentelisendo) y Fojales (Hoyales) a su hijo, el abad de Husillos (Palencia), Gonzalo de Pedro.
El abad de Husillos, teniendo una edad muy avanzada, decidió desprenderse en 1233 de su señorío de Fuentelisendo y Hoyales y donarlo, no a su hermano, sino al cabildo de Husillos, con expresa voluntad de que siguieran gozando de los bienes comunitarios que en Haza tuviera.
El 12 de octubre de 1376, el abad de Husillos permutó Fuentelisendo y Hoyales por cinco casas que don Juan Gómez de Avellaneda tenía en Valladolid. Su nieto y sucesor en el señorío de Haza, Juan de Avellaneda, repartió sus posesiones entre su hija legítima Aldonza y su hijo bastardo Juan, entregando Haza, Íscar y Peñaranda a Aldonza, y Fuentelisendo y Hoyales a Juan. La desproporcionada división de la herencia fue el germen de la enemistad entre los hermanastros y cuando Aldonza reclamó para sí todas las posesiones de su padre, Juan hijo mandó construir el torreón de Hoyales para defenderse.
En 1504 la reina Isabel I de Castilla, la Católica, compró Fuentelisendo y Hoyales por cuatro cuentos (cuarenta millones) de maravedís; y posteriormente, en 1510, su hija Juana I de Castilla, la Loca, lo vendió a los condes de Miranda, a la muerte de Felipe I de Castilla, el Hermoso, para saldar algunas de las deudas que éste había contraído. El 18 de junio de 1510 el conde de Miranda Francisco de Zúñiga tomó posesión de Fuentelisendo.
El año 1614 el rey Felipe III concedió a Alonso Gómez de Revenga el «oficio de corredor mayor del vino» para Aranda de Duero y su comarca fiscal, con la facultad de cobrar cuatro maravedís por cada cántara o arroba de vino y vinagre que saliera de cada villa o pueblo. A su muerte, este privilegio pasó a Aranda junto al de «oficio de corredor mojonero fiel almotacén de pesos y medidas» tras el pago de una cantidad de dinero que no tenía gracias a la trasmisión de dichos oficios a algunos pueblos de su jurisdicción fiscal productores de vino, haciéndoles partícipes de dicho pago y cobro. Fuentelisendo, que ya en 1647 tenía una alta producción de vino y se consideraba concejo eximido de Haza, fue uno de estos pueblos, y en 1667 ganó un pleito contra la Hacienda del Reino en defensa de su derecho a mantener dichos oficios. El oficio de corredor se mantuvo hasta no hace muchos años en que se establecieron las cooperativas y dejaron de utilizarse lagares y cubas.

### SigloXIX
Fuentelisendo inicialmente pertenecía a la provincia de Segovia (intendencia de Segovia). En un intento de reforma de los límites provinciales, a inicios del siglo XIX, Fuentelisendo y la Comunidad de Haza quedaron totalmente integradas en la provincia de Burgos (según su división administrativa entre 1926 y 1929).
Al realizarse la actual división de provincias, en el año 1833 Fuentelisendo se asignó a la provincia de Burgos y los pueblos de la comunidad quedaron repartidos en las provincias de Segovia y Burgos, dándose por disuelta la Comunidad.
Así se describe a Fuentelisendo en la página 242 del tomo VIII del Diccionario geográfico-estadístico-histórico de España y sus posesiones de Ultramar, obra impulsada por Pascual Madoz a mediados del siglo XIX:

FUENTELICENDRO

Villa con ayuntamiento en la provincia, audiencia territorial y capitanía general de Burgos (14 leguas), partido judicial de Roa (1), diócesis de Osma (11).
Situada en la falda S de una altura de poca elevación, donde le combaten los vientos del S, E y O; el clima sano, y las enfermedades más comunes las estacionales.
Tiene 110 casas de mediana construcción, formando calles estrechas y muy desiguales, una para el ayuntamiento, en la que se halla también la cárcel y escuela de primeras letras dotada en 1.500 reales y concurrida por 38 alumnos; iglesia parroquial (San Pedro Advíncula) servida por un cura párroco; una ermita arruinada en el centro del pueblo, que se tituló del Santo Cristo, cementerio a 500 pasos de distancia por la parte del NE, y dos fuentes de buenas aguas, suficientes para el consumo del pueblo y abrevadero de los ganados.
Confina el término N con los de montes de Roa y la Cueva; E Fuentecén; S despoblado de Corcos, y O Valdezate.
El terreno es todo de secano, árido, pedregoso y sin ninguna clase de arbolado, excepto algunos pequeños grupos de olmos que se hallan entre las casas; tiene un prado como de 8 obradas de tierra, pero de muy poca utilidad en razón a carecer de aguas; no encontrándose tampoco monte alguno, a excepción de una suave cordillera, distante 1/4 de legua por la parte del N.
Los caminos son de pueblo a pueblo, entre los cuales se cuenta uno de herradura tocando a las casas, que conduce de la provincia de Zaragoza para Valladolid.
Producciones: cereales y vino; ganado lanar y el vacuno y mular necesario para las labores del campo; y caza de liebres y perdices.
Industria: la agrícola.
Comercio: importación de granos y exportación de vinos.
Población: 98 vecinos, 393 almas.

Capital productivo: 1.174.140 reales. Imponible: 105.352. Contribución: 14.721 reales. Presupuesto municipal: asciende a 8.793 reales, cubriéndose con el fondo de propios y arbitrios, y el déficit por reparto vecinal.

## Cultura

### Iglesia
Dedicada a San Pedro ad Vincula, su iglesia parroquial es de estilo barroco, con tres naves en cruz latina, cúpula con evangelistas pintados, bóvedas de yeso molduradas y columnas y arcos de piedra. El ábside es rectangular y la portada tiene arco de medio punto, siendo clásica, alta y con hornacina vacía. Tiene una torre cuadrada, esbelta, con aleros moldurados, con ocho huecos, dos campanas y dos campanillos. La pila bautismal es románica con gallones separados por cabezas, cenefa superior de hojas y pie con rosetas. El retablo mayor es barroco-churrigueresco, con tallas y un escudo noble. Sus libros parroquiales datan de 1529.

### Fiestas
En una visita pastoral, a principios del siglo XVII, el señor obispo amenazó al pueblo con la excomunión si no construía una ermita. Se construyó y se dedicó a la Santa Cruz. Fueron enterrados en ella algunos difuntos. A mitad del siglo XIX, estando ya en ruina, su imagen se trasladó a un altar de la iglesia parroquial y el 14 de septiembre, fiesta de la Exaltación de la Santa Cruz, quedó establecida como fiesta patronal.
Por este motivo, las fiestas mayores se celebran durante el segundo fin de semana de septiembre. No obstante, actualmente destaca el carácter laico y dinamizador de sus peñas (algunas tan arraigadas como la Peña Castilla, fundada en 1972, y La Cripta, de 1988) y su particular organización en torno a bodegas, lagares y los denominados 'contadores'.
Además, en los últimos años la Asociación Deportivo Cultural de Fuentelisendo también organiza una semana cultural a mediados de agosto como prolegómeno lúdico a las fiestas mayores.
La tradición religiosa nos obliga a mencionar la celebración que se realiza para Semana Santa (el viernes anterior a Viernes Santo) en honor a la Virgen de los Dolores, patrona de la localidad. Destacan por su peculiaridad las novenas con salves a la Virgen María, en las que alternan estrofas cantadas por hombres y mujeres. También se le realizan ofrendas de productos típicos, para luego ser subastadas. La primera persona que hizo esta subasta fue Victorina Sanz Camarero, nacida en Fuentelisendo el 20 de abril de 1905 y fallecida en Madrid el 17 de noviembre de 2012 a los 107 años. Antes de la subasta los quintos sacan en procesión la imagen de la Virgen, una talla de madera del siglo XVII obra de la escuela de Gregorio Fernández.

### Personas relacionadas con Fuentelisendo
- Esiquio Domingo Zapatero; historiador y autor de los libros La Comunidad de Villa y Tierra de Roa: Berlangas (1997) y La Comunidad de Villa y Tierra de Haza: Hoyales y Fuentelisendo (2002).
- Agustín Cerezo; empresario e industrial.[19]